# USS Kimberly (DD-80)
USS Kimberly (DD-80) – amerykański niszczyciel typu Wickes. Jego patronem był kontradmirał Lewis Kimberly.
Zwodowano go 14 grudnia 1917 w stoczni Fore River Shipbuilding Company w Quincy (Massachusetts), matką chrzestną była Elsie S. Kimberly, córka patrona okrętu. Jednostka weszła do służby w US Navy 26 kwietnia 1918, jej pierwszym dowódcą był Comdr. A. W. Johnson.
Okręt był w służbie w czasie I wojny światowej. Działał jako jednostka eskortowa na wodach europejskich.
Wycofany ze służby 30 czerwca 1922 został sprzedany na złom 20 kwietnia 1939.